# アンチコドン
アンチコドンとはDNA、RNAの塩基配列において意味を持つコドンという三つの塩基配列の型を、合わせるようにして対になるコドンの事である。
塩基配列はA（アデニン）、T（チミン）（RNA上では代わりにU（ウラシル）が存在）、G（グアニン）、C（シトシン）によって形作られているがそれぞれA - T（RNA上ではA - U）、G - Cの対が出来上がる。つまりAGAのコドンに対してTCTがアンチコドンとなる。アンチとは敵対という意味を持つ。